# 刃渡り
| ウィキペディアには「刃渡り」という見出しの百科事典記事はありません（タイトルに「刃渡り」を含むページの一覧/「刃渡り」で始まるページの一覧）。 代わりにウィクショナリーのページ「はわたり」が役に立つかもしれません。 |